# Acantholimon pulchellum
Acantholimon pulchellum är en triftväxtart som beskrevs av Jevgenij Korovin. Acantholimon pulchellum ingår i släktet Acantholimon och familjen triftväxter. Inga underarter finns listade i Catalogue of Life.